# Linia kolejowa Merseburg – Querfurt
Linia kolejowa Merseburg – Querfurt – lokalna linia kolejowa w Niemczech, w kraju związkowym Saksonia-Anhalt. Biegnie od Merseburga przez Mücheln do Querfurtu. Od miejscowości Querfurt linia kolejowa biegnie dalej, ale jest ona wyłączona z ruchu kolejowego.

## Historia
Linia kolejowa została zbudowana w latach 80. XIX w. Odcinek Mücheln-Merseburg otwarto w grudniu 1886. W 1911 roku linia została przedłużona do Querfurtu. Wiele przedsiębiorstw znajdujących się na przy trasie linii kolejowych uzyskało dostęp do sieci kolejowej za pomocą bocznic, tak jak cukrownia w Körbisdorf czy fabryka brykietu.
Z powodu wydobycia węgla brunatnego w dolinie Geisel, linii kolejowej w 1935 roku po raz pierwszy został zmieniony przebieg. Po przebudowie linia biegła bezpośrednio pomiędzy Wernsdorf i Körbisdorf przezeń. Wernsdorf otrzymało również nową stację. W 1953 roku nastąpiła dalsza zmiana przebiegu linii kolejowej, która obecnie biegnie szerokim łukiem na północ, do Körbisdorf i Benndorf. Najbliższą stacją obsługującą ten obszar to Neumark-Bedra. Końcowe prace przy zmianie trasy linii miały miejsce w 1958 roku, kiedy to duży obszar doliny Geisel został pominięty. 

## Ruch kolejowy
Ruch pasażerski jest obecnie wykonywany w ramach połączenia RB 78 z taktem godzinnym przez DB Regio AG Burgenlandbahn jako część sieci Burgenland. W użytku zwykle wykorzystywane są szt typu DWA LVT/S.
Trasa całkowicie znajduje się w strefie taryfowej Mitteldeutscher Verkehrsverbund w podstrefach 231, 232, 234 i 233 (kierunek Merseburg).
Ruch towarowy obsługiwany jest przez zaplecze techniczne na stacjach Querfurt, Braunsbedra i Beuna.